# Rywka Berger
Rywka Berger (używała również imion Rebeka, Roma, Róża i Rachela, ur. 20 czerwca 1911 w Lublinie, zm. 1942) – żydowska artystka, nauczycielka rysunku.
Przez niektórych historyków utożsamiana jest z inną artystką o tym samym imieniu i nazwisku, która w 1914 roku studiowała w Szkole Sztuk Pięknych w Warszawie i debiutowała następnie w kwietniu 1918 roku na Wystawie Wiosennej w Łodzi. Ta artystka wywodziła się najprawdopodobniej z grupy Jung Jidysz i nie miała związków z Lublinem.

## Życiorys
Urodziła się w niezamożnej rodzinie szewca, Jankiela Bergera i Sury Łai z d. Glatsztejn. Jej bliskim krewnym był Jakub Glatsztejn.
Według Józefa Sandla, częściowo potwierdzonej świadectwem Maksa Gelera, publicysty „Wochnszrift far Literatur, Kunst un Kultur”, Rywka Berger uczyła się w filii szkoły rysunku Mehofferowej w Lublinie. Po kilku latach zaczęła studiować na krakowskiej Akademii Sztuk Pięknych. Po jakimś czasie przerwała studiowanie i wróciła do Lublina dla otrzymania posady nauczycielki rysunku w Szkole Ludowej im. Pereca w Lublinie. Za wczesnymi wspomnieniami kolegów z uczelni, Rywka Berger uwielbiała swoją pracę i dzieci ze szkoły, marzyła o lepszej przyszłości i próbowała stworzyć ją dla swoich uczniów.
Podczas okupacji niemieckiej pracowała w lubelskim oddziale Centrali Towarzystw Opieki nad Sierotami Żydowskimi. Zginęła podczas likwidacji getta w Lublinie lub w obozie zagłady w Bełżcu.

## Twórczość
Jej dorobek nie zachował się w oryginale, znany jest częściowo z reprodukcji w prasie przedwojennej, m.in. w „Wochnszrift far Literatur, Kunst un Kultur”, w którym od 1933 roku zamieszczano jej drzeworyty i linoryty. Reprodukcje publikowano także w pismach „Folkscajtung”, „Unzer Express”, „Robotnik”, „Opinia” i „Lektura”.
W swojej twórczości przedstawiała ulice, budynki i cmentarze Lublina oraz sceny w ruchu. W twórczości wyrażała również walkę z faszyzmem i nazizmem, jedno z jej dzieł było aluzją do palenia książek w Niemczech w 1933 roku. Jej twórczość zajmowała się także tematyką społeczną, m.in. biedą oraz ruchami robotniczymi. Oprócz drzeworytów i linorytów tworzyła również malarstwo olejne oraz szkice i rysunki. Ilustracje jej autorstwa znalazły się w dziełach Icchoka Lejba Pereca, Szolema Alejchema, Abrahama Rajzena oraz Josefa Hernhuta i Jakuba Glatsztejna.

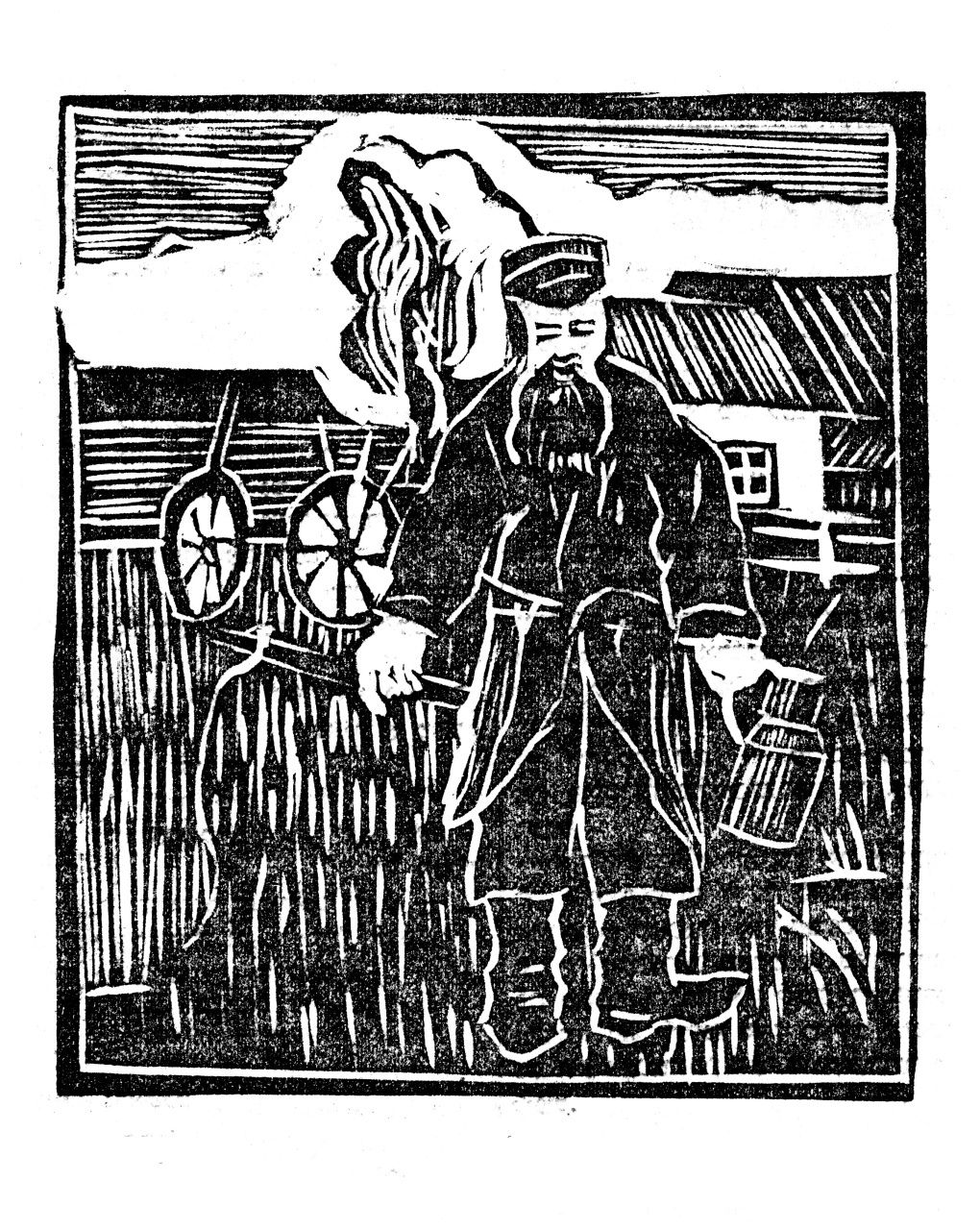
Tewje der milchiker, ilustracja do książki Szolema Alejchema (1934)
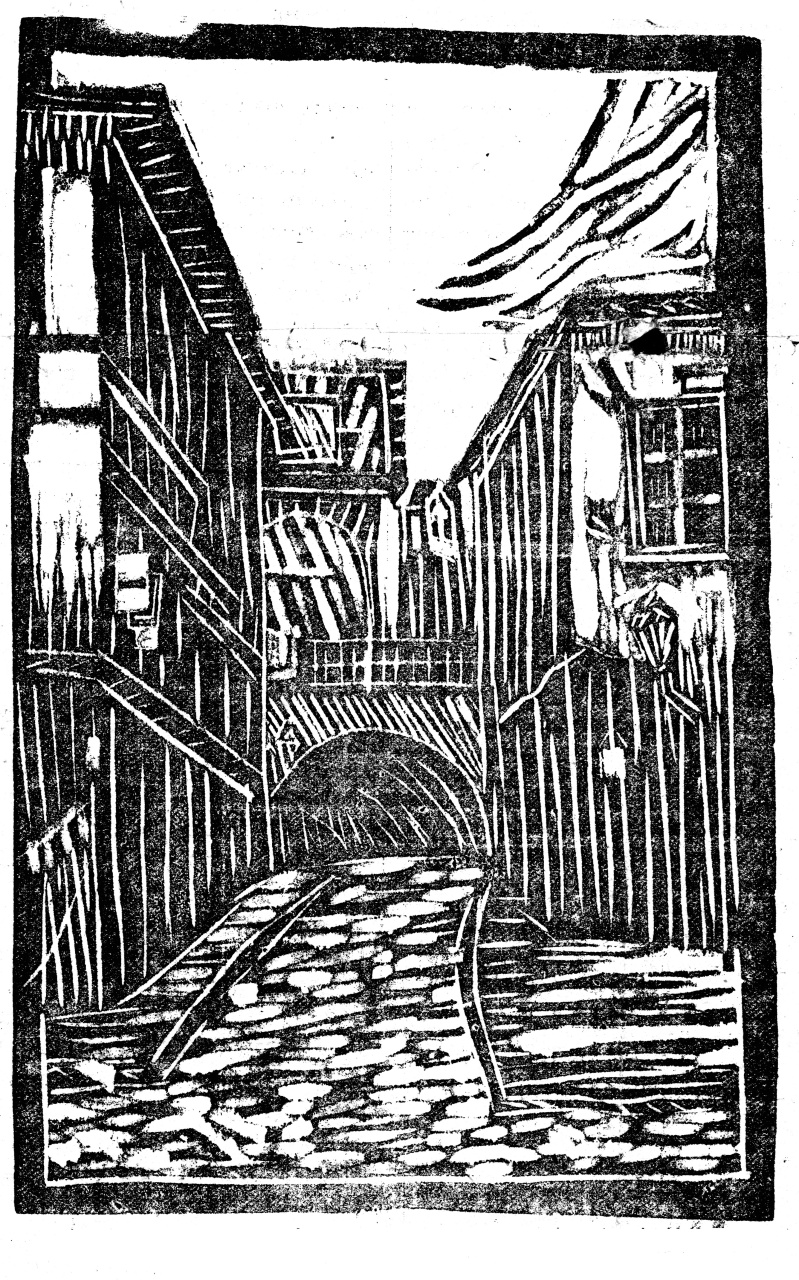
Tojer fun lubliner geto, ilustracja przedstawiająca bramę w lubelskiej dzielnicy żydowskiej (1933)

## Upamiętnienie
W 2019 roku w Ośrodku „Brama Grodzka – Teatr NN” w Lublinie zorganizowano wystawę poświęconą twórczości artystki zatytułowaną Szkicownik Rywki Berger. Wtedy też jedna z galerii w kamienicy na lubelskim Starym Mieście otrzymała jej imię.